# Лэмпли, Джим
Джим Лэмпли (англ. Jim Lampley; 8 апреля 1949, Хендерсонвилл, США) — американский телекомментатор, репортёр и журналист. Член Международного зала боксёрской славы.

## Биография
Родился 8 апреля 1949 года в Хендерсонвилле, Северная Каролина.
Окончил Университет Северной Каролины.
В 1974 году устроился на канал ABC в качестве репортёра по американскому футболу. Позже стал комментировать и бейсбол. С 1986 года работал комментатором на боксёрских поединках. Также работал на каналах CBS и NBC. В 1988 году устроился на канал HBO. Работал там до 2018 года, пока канал не перестал транслировать вечера бокса.

## Семья
С 1970 по 1977 год был женат на Линде Шерон Ли. С 1979 по 1990 год был женат на Джоанн Фейт Маллис (у пары двое детей). С 1990 по 1999 год был женат на Бри Уокер (у пары двое детей). С 2012 года женат на Дебре Шусс, у пары есть сын.

## Признание
- Включён во Всемирный зал боксёрской славы[1].
- В 1992 году получил награду «Сэм Тауб Эворд» BWAA[1].
- В 2015 году включён в Международный зал боксёрской славы[1][2].
- В 2018 году получил награду «Барни Наглер Эворд» BWAA.